# Castelmagno (Käse)
| Castelmagno        | Castelmagno                    |
| ------------------ | ------------------------------ |
|                    |                                |
| Herkunft           | Italien – Provinz Cuneo        |
| Ausgangs- produkte | Vollmilch der Kuh              |
| Käsegruppe         | Blauschimmelkäse               |
| Fett i. Tr.        | %                              |
| Form               | zylindrisch                    |
| Gewicht            | 4–7 kg                         |
| Reifezeit          | 2–5 Monate                     |
| Rinde              | helles rotgelb                 |
| Teig               | feinkörnig, weiß bis elfenbein |
| Aroma              | rund, angenehm                 |
| Geschmack          | fein, rund, leicht salzig      |
| DOP                | Ja                             |

Der Castelmagno ist ein Käse aus der piemontesischen Provinz Cuneo mit geschützter Ursprungsbezeichnung.

## Historie
Die erste Erwähnung ist in einem Gerichtsurteil aus dem Jahr 1277 zu finden, in welchem der Marchese von Saluzzo einen Laib dieses Käses zugesprochen bekommt. Legenden umranken den Namensgeber, so soll er auf die nahe gelegene Wallfahrtskirche „San Magno“ zurückgehen, aber auch Carlo Magno (Karl der Große) soll Namensgeber sein. 1996 wurde die Bezeichnung DOP verliehen.

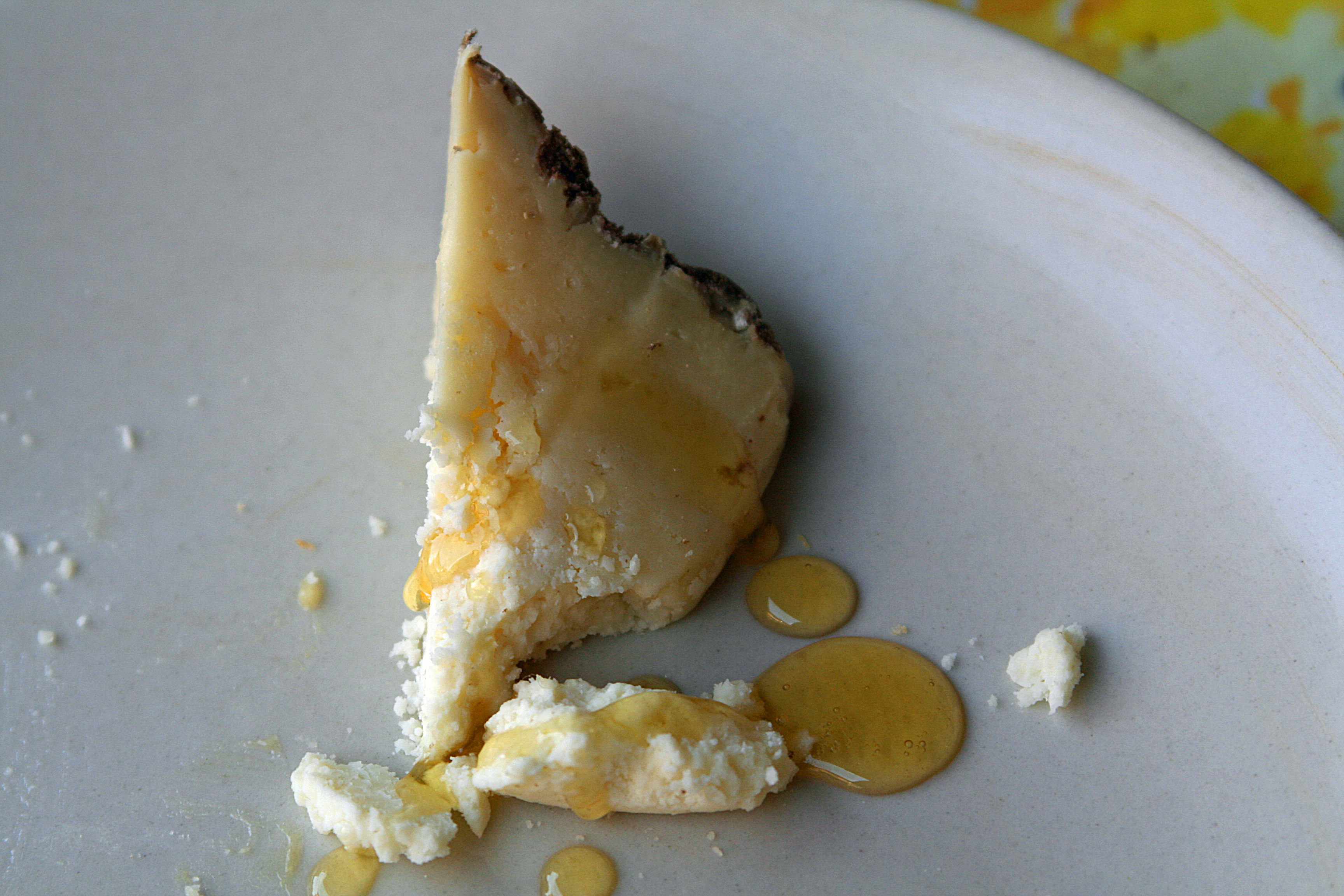
Castelmagno mit Trüffelhonig

## Herkunftsgebiete
Der Castelmagno darf nur in den Gemeinden Castelmagno, Monterosso Grana und Pradleves in der Provinz Cuneo unter diesem Namen produziert werden.

## Herstellung
Der Castelmagno wird aus Kuhmilch mit Beigabe von etwas Schafs- oder Ziegenmilch hergestellt, deren Fett abgeschöpft wird (halbfetter Käse). Die Verarbeitung dauert 6 Tage; danach reift der Käse zwischen 2 und 5 Monaten in natürlichen Grotten oder nachgeahmten Räumen. Je länger der Käse gereift ist, desto pikanter wird er.

## Lagerung
Der Castelmagno sollte im Kühlschrank bei einer Temperatur um 4 °C aufbewahrt werden. Es empfiehlt sich, den Käse abgeschlossen in Frischhaltefolie aufzubewahren, um ein Austrocknen und eine Geschmacksweitergabe an und von anderen Lebensmitteln zu verhindern.

## Qualitätskennzeichen
Das Etikett auf dem Käselaib zeigt die Form eines vierblättrigen Kleeblattes mit dem Markenzeichen, einem stilisierten 'C' mit Berggipfeln.

## Verwendung
Der Castelmagno wird überwiegend zu Reis und Pastagerichten genossen, als Tafelkäse wird er mit Marmeladen, Honig und Früchten verzehrt.